# ساشا استوانوویچ
ساشا استوانوویچ (صربی: Saša Stevanović؛ زادهٔ ۴ اوت ۱۹۷۴) بازیکن فوتبال اهل صربستان بود.
از باشگاه‌هایی که در آن بازی کرده‌است می‌توان به باشگاه فوتبال دیوری ای‌تی‌او و باشگاه فوتبال بئوگراد اشاره کرد.
وی همچنین در تیم ملی فوتبال صربستان و مونته‌نگرو بازی کرده‌است.